# 生駒親睦
生駒 親睦（いこま ちかとし、享保19年（1734年） - 天明2年2月12日（1782年3月25日））は、江戸時代中期の旗本。通称は三左衛門、監物。

## 生涯
駿河国田中藩主本多正矩の七男として誕生した（本多正珍の庶長子とする説もある）。
養嗣子の生駒親信に先立たれた交代寄合生駒親賢の養子となった。明和8年（1771年）3月25日、将軍徳川家治に御目見した。同年8月8日、親賢の隠居により家督を相続した。安永9年（1780年）7月1日、初めてお国入りする許可を得た。生駒家は交代寄合であったものの、それまで参勤交代をしていなかった。天明2年（1782年）2月12日、死去。49歳。家督は子の親章が継いだ。
正室は生駒親賢の養女（実父津田信成、生駒親信の元正室）。1男4女、そのうち養女2人。どちらも義父の親賢の娘であり、片方は京都町奉行などを勤めた旗本牧義珍の室、もう一人は本多正峯と婚約するが、嫁ぐ前に死去した。